# حق الأرض

حق المواطنة بالولادة مكتسب لأشخاص ولدوا في الدولة
حق المواطنة بالولادة مقيد بشروط
حق المواطنة بالولادة ملغى

حق الإقليم أو حق المواطنة بالولادة (بالإنجليزية: Jus soli)‏ هو حق لأي شخص ولد على أراضي دولة معينة في الجنسية أو المواطنة، أو أن تفرض بعض الدول جنسيتها على كل من ولد داخل حدودها الإقليمية الوطنية بغض النظر عن جنسية والديه. وفقًا لدراسة عام 2010، فإن 30 دولة فقط من 194 هي التي تمنح حق المواطنة بالولادة لأبناء المُقيمين الأجانب غير الشرعيين، كذلك لم تتوفر معلومات عن 19 دولة.

## القوانين الدولية

### حق الإقليم المجرد أو المطلق
بحسب هذا الاساس تكون ولادة الطفل داخل الإقليم كفاية تلقائيًا للحصول على جنسية الدولة
- أنتيغوا وباربودا: حق يكفله الدستور.[4][5] ومع ذلك، قال أحد مسؤولي الحكومة لمركز دراسات الهجرة أن هناك جهود حالية في البلاد لتشديد سياسات الهجرة قد تشمل وضع إلغاء حق المواطنة بالولادة التلقائي لأطفال المهاجرين غير الشرعيين.[6]
- الأرجنتين: قانون الجنسية الأرجنتيني[4]
- باربادوس: حق يكفله الدستور [4][7]، إلا أن وزارة العمل بباربادوس اقترحت إنهاء العمل بهذا النظام.[8]
- بليز[4]
- بوليفيا[4]
- برازيل: قانون الجنسية البرازيلي[4]
- كندا: قانون الجنسية الكندي[4][9]
- كوستاريكا: يتطلب التسجيل مع الحكومة الكوستاريكية قبل سن الخامسة والعشرين[4]
- كوبا
- دومينيكا
- الإكوادور
- السلفادور
- فيجي
- غرينادا
- غواتيمالا
- غيانا
- هندوراس
- جامايكا
- ليسوتو
- المكسيك
- نيكاراغوا
- باكستان
- بنما
- باراغواي
- بيرو
- سانت كيتس ونيفيس
- سانت لوسيا
- سانت فينسنت والغرينادين
- تنزانيا
- ترينيداد وتوباغو
- توفالو
- الولايات المتحدة
- الأوروغواي
- فنزويلا

### حق الإقليم المقيد
- أستراليا : منذ 20 أغسطس 1986، الشخص المولود في أستراليا يكتسب الجنسية الأسترالية بالولادة فقط في حالة كان أحد الوالدين على الأقل مواطنا أستراليا أو مقيم دائم أو عند يوم الميلاد العاشر للطفل بغض النظر عن حالة مواطنة والديه (انظر قانون الجنسية الأسترالية).
- البحرين
- كمبوديا
- كولومبيا
- جمهورية الدومينيكان
- مصر
- فرنسا
- ألمانيا
- اليونان
- هونغ كونغ
- إيران
- أيرلندا
- ماليزيا
- المغرب : يعتبر الولد مغربيا إذا ولد في المغرب من أبوين مجهولين (حسب المادة 7 من قانون الجنسية المغربي)
- ناميبيا
- نيوزيلندا
- البرتغال
- جنوب أفريقيا
- إسبانيا
- السودان
- تايلند
- تونس
- بريطانيا